# Xenostryxis
Xenostryxis is een geslacht van vliesvleugeligen uit de familie Encyrtidae. De wetenschappelijke naam van dit geslacht is voor het eerst geldig gepubliceerd in 1920 door Girault.

## Soorten
Het geslacht Xenostryxis omvat de volgende soorten:
- Xenostryxis bella Hayat & Badruddin, 2008
- Xenostryxis bicolor (Myarstseva, 1982)
- Xenostryxis brevicauda Hayat, 2003
- Xenostryxis caudatus (Trjapitzin, 1972)
- Xenostryxis ductor (Mercet, 1925)
- Xenostryxis jasnoshae (Myartseva & Trjapitzin, 1974)
- Xenostryxis margiscutellum Girault, 1920
- Xenostryxis tenuicauda Hayat, 2003
- Xenostryxis thymicola (Mercet, 1925)